# البحر الذي زخر في شرح ألفية الأثر
البحر الذي زخر في شرح ألفية الأثر. كتاب للسيوطي شرح كتابه ألفية الحديث المسماة نظم الدرر في علم الأثر في علم مصطلح الحديث.
والكتاب يحتوي على مادة ثرية، ونقولات كثيرة عن المختصين في علم الحديث، مع الدقة والأمانة العلمية، ومناقشة الأقوال، وإضافات المؤلف في بعض المسائل. واستفاد بعض المؤلفين في علم مصطلح الحديث من كتاب البحر الذي زخر ونقلوا منه في مؤلفاتهم. وقد طبع الكتاب في مكتبة الغرباء الأثرية بتحقيق أنيس الأندونوسي.

## موضوع الكتاب
نظم السيوطي ألفيةً في علم مصطلح الحديث، جمع فيها قواعد هذا العلم، في أسلوب سهلٍ، سَلِسٍ، جَزْلٍ، وضمنَّها مقدمة ابن الصلاح، وزاد أضعاف ذلك، ثم تولى شرح هذه الألفية بنفسه في هذا الكتاب، لكنه لم يتم شرحها، فلم يشرح منه إلا سبعة عشر نوعا من الأنواع المذكورة في ألفيته، وهي: الصحيح، الحسن، الضعيف، المسند، المرفوع، الموقوف، المقطوع، الموصول، المنقطع، المعضل، المرسل، المعلق، المعنعن، الإخوة، الألقاب، المؤتلف والمختلف، المنسوب إلى خلاف الظاهر.

## منهج المؤلف في الكتاب
من ناحية ترتيب الأنواع فإنه في غالبها يراعي ترتيب ابن الصلاح والعراقي، إلا أنه لم يلتزم ذلك، فقد يقدم بعض الأنواع ويؤخر أنواعا أخرى بحسب ما يظهر له.
يشتمل الكتاب على نقول كثيرة من أقوال الحفاظ الذين سبقوا السيوطي، وتقدموا على عصره، وقد نقل -رحمه الله- من وقت الرامهرمزي حتى إلى عصره، حرض على أن يستوعب الأقوال في كل فرعية يتطرق إليها، وفعلًا حقق هذا في غالب ما ذكره، فاجتمعت فيه نقولات كثيرة رغم أن المؤلف لم يكمله، فلو كان أتمه لكان يعد أضخم كتاب في علم المصطلح. كما إن بعض النقول التي يذكرها نقلها من مصادر صارت مفقودة اليوم، ولا يمكن الوقوف عليها إلا من خلال هذا الكتاب.
للكتاب أهمية كبيرة في علم مصطلح الحديث، فهو شرح لألفية صارت من أهم المنظومات في هذا العلم وأوسعها، كما أن الشارح هو نفس الناظم، وهو أدرى بمنظومته، وهذا له أهميته.
طريقته في شرح الأبيات؛ هو أنه يذكر الأبيات ويرمز لها ب(ص) ثم يبتدئ شرحها، شرحا موضوعيا ويرمز للشرح بحرف (ش) وقد يناقش الأقوال في أثناء نقله لها، وفي الغالب فإنه يؤخر تعقيبه وتعليقه آخر الأقوال على قلة فيما يضيفه ويزيده، ولكنه من القليل النفيس الذي لا تجده في مكتن آخر.
إضافة لذلك فإن للسيوطي إضافات في بعض الموضوعات، يضيفها بعد نقله لكلام من سبقه، ويمكن تصنيف إضافاته كالتالي:
- الجمع والتوفيق بين ما ظاهره التعارض.
- تنبيهات على مسائل.
- زيادات مفيدة زادها على كلام من سبقه.
- دفاع عن الأئمة في مسائل يرجحها.
- توضيح المشكل من أقوال الأئمة.
- استدراك، وتعقب، ومناقشة لكلام من سبقه.
- توثيقه لمصادر له ولغيره، وسياقه لرسالة أبي داود بسنده إلى مصنفها.[6]

## استفادة المؤلفين من الكتاب
استفاد بعض المؤلفين في علم مصطلح الحديث من كتاب البحر الذي زخر ونقلوا منه في مؤلفاتهم، ومنهم:
- محمد أكرم النصربوري السندي (من علماء القرن الحادي عشر) في كتابه «إمعان النظر بشرح شرح نخبة الفكر».
- محمد حجازي بن عبد اللَّه الشعراوي القلقشندي (ت 1035 هـ) في كتابه «استقصاء الأثر».
- محمد حياة السندي (ت 1163 هـ) في كتابه «منح الشكور في شرح فتح الغفور في تحقيق وضع اليدين على الصدور».
- وحمد بن إسماعيل الصنعاني (ت 1182 هـ) في كتابه «توضيح الأفكار».
- حسين بن محسن بن محمد الأنصاري اليماني (ت 1327 هـ) في: «التحفة المرضية في حل بعض المشكلات الحديثية».
- ومن المعاصرين الذين أكثروا النقل من الكتاب الشيخ محمد محمد السماحي رحمه اللَّه في كتابيه «المنهج الحديث»، و«غيث المستغيث».[7]

## طبعات الكتاب
أخرج هذا الكتاب وحققه أبو أنس أنيس بن أحمد بن طاهر الأندونيسي، وأصله رسالة علمية في الجامعة الإسلامية بالمدينة المنورة، ثم طبع في مكتبة الغرباء الأثرية.